# Lone Rock (Wisconsin)
Lone Rock è un villaggio degli Stati Uniti d'America, situato in Wisconsin, nella contea di Richland.